# ДахаБраха
„Да̀хаБра̀ха“ (на украински: ДахаБраха) е фолклорен квартет от Киев, съчетаващ музикални стилове на няколко етнически групи.
Квартетът е проект на Центъра за съвременно изкуство DAKh, ръководен от Владислав Троицки. Създаден е като музикален проект в театър. Троицки продължава да е продуцент на групата. Членовете на ДахаБраха участват в другите проекти на центъра, по-специално в изцяло женския проект за кабаре Dakh Daughters, както и в ежегодния фестивал Гоголфест.
Името на квартета идва от украинските глаголи Давати и Брати, което означава дай и вземи, а името на центъра за съвременно изкуство Дах в буквален превод означава покрив.

## Състав
- Нина Гаренецка – вокал, виолончело, басов барабан
- Ирина Коваленко – вокал, джембе, перкусии, басов барабан, флейта, бугай, акордеон, пиано, укулеле
- Елена Цибулска – вокал, перкуси, басов барабан
- Марко Галаневич – вокал, тарамбука, табла, диджериду, устна хармоника, акордеон, кахон

## Дискография
- На добраніч (2005)
- Ягудки (2007)
- На межі (2009)[3]
- Light (2010)
- Хмелева project (2012)
- Шлях/The Road (2016)
- Alambari (2020)

## Филмова музика
- 2018 – Песен за трейлъра на House 99 (Великобритания)
- 2017 – Bitter Harvest (Канада)
- 2017 – Mavka. The Forest Song (Украйна)
- 2017 – Fargo (САЩ)